# Dyscrasis hendeli
Dyscrasis hendeli är en tvåvingeart som beskrevs av Aldrich 1932. Dyscrasis hendeli ingår i släktet Dyscrasis och familjen fläckflugor. Inga underarter finns listade i Catalogue of Life.